# 난카이 해곡

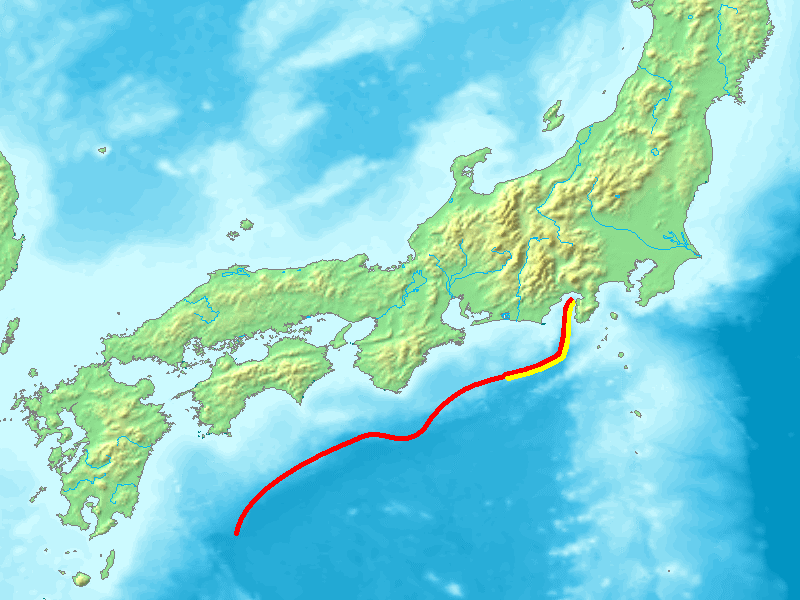
빨간색이 난카이 해곡, 노란색은 스루가 해곡이다.

난카이 해곡 또는 난카이 트러프(일본어: 南海トラフ 난카이토라후[*], 영어: Nankai Trough, Southern Sea Trough)는 일본 혼슈의 난카이도(남해도) 지방의 남쪽 바다에, 주오 구조선과 거의 평행하게 형성된 해곡이다. 이 해곡은 '난카이 메가쓰러스트'(Nankai megathrust)라고 알려진 거대 단층을 품고 있다. 이 단층은 100-150년 주기로 정기적으로 발생하는 난카이 대지진의 원인이다. 한편 해곡 자체는 메테인 하이드레이트 형태의 탄화수소 연료자원이 풍부하다.
판구조론상, 난카이 해곡은 필리핀 해 판이 유라시아판의 밑으로 파고들어가는 경계다(Kanda et al., 2004). 본래 해구가 형성되어야 하지만 퇴적물이 쌓여서 해곡이 된(Ike, 2004), 전형적인 부가체에 해당한다. 난카이 해곡은 북쪽으로는 스루가 해곡, 동쪽으로는 사가미 해곡과 연결된다.

## 같이 보기
- 난카이 지진
- 난카이 해곡 거대지진
- 도카이·도난카이·난카이 지진